# 아자부주반

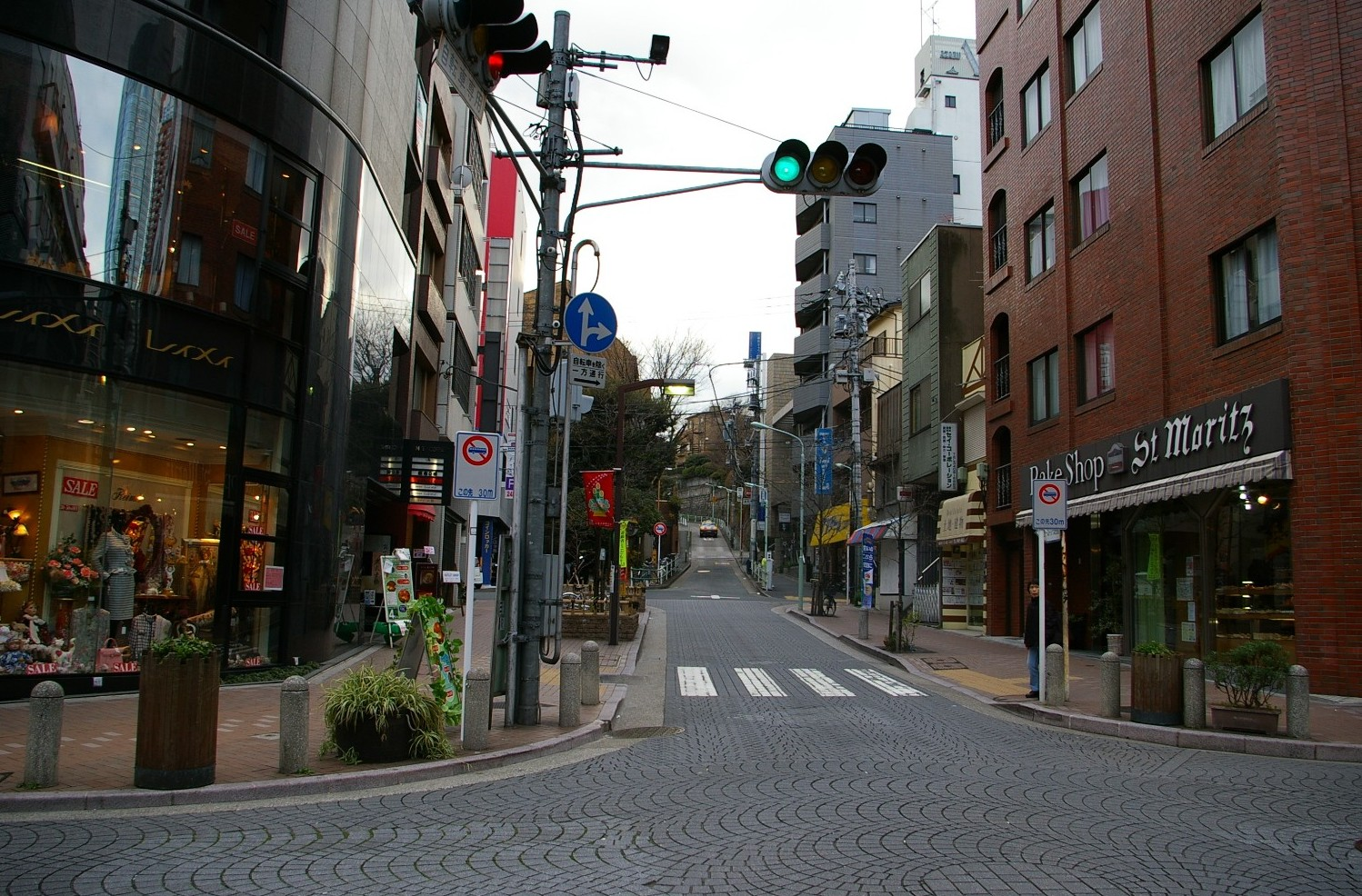
아자부주반

아자부주반(일본어: 麻布十番)는 일본 도쿄도 미나토구에 있는 주택가이다. 롯폰기 힐스에서 도보 10분 거리에 있으며, 롯폰기힐스가 생기면서 유동 인구가 많아지고 있다.

## 교통편
- 도쿄 메트로 난보쿠 선/도에이 지하철 오오에도 선 아자부주반 역

## 기타
- 달의 요정 세일러문 - 주역 대부분이 이곳에 거주하는 것으로 설정되어 있다.